# Botbyhöjden
Botbyhöjden (fi. Puotinharju) är en stadsdel i Botby distrikt i Helsingfors stad.
Botbyhöjden är en höghusförort som byggdes mellan åren 1962 och 1965. 